# Felipe Alessandri
Felipe Alessandri Vergara (Santiago, 4 de febrero de 1975) es un abogado y político chileno. Actualmente es Alcalde de Lo Barnechea de la Región Metropolitana de Santiago. Entre diciembre de 2016 y junio de 2021 fue el alcalde de Santiago. Anteriormente fue concejal del mismo municipio en dos periodos. 

## Familia y formación
Es hijo de Gustavo Alessandri Valdés, político —exalcalde de La Florida y Santiago y exparlamentario—, y de Constanza Vergara Vicuña, periodista y exdirectora de las revistas Paula, Visa Más y Elle. Su familia paterna ha tenido entre sus miembros a destacados profesionales y políticos. Su hermano  Jorge Alessandri Vergara  es Diputado de la República por Santiago. Es sobrino bisnieto del Presidente Arturo Alessandri Palma y sobrino nieto del Presidente Jorge Alessandri Rodríguez. 
Toda su vida escolar la cursó en Santiago, en el Colegio Nido de Águilas. Estudió derecho en la Universidad Finis Terrae y encabezó un periodo el Centro de Alumnos de su facultad. Se tituló de abogado en 2003. Tiene un Diplomado en Sociedades y Financiamiento, y posee el grado académico de Máster en Derecho de la Empresa en la Universidad de los Andes.
En España ha realizado pasantías de especialización en temas de índole municipal, sobre Seguridad Ciudadana (2008) y Conservación Patrimonial (2014).[cita requerida]
Está casado en segundas nupcias con Alejandra Baumann Echeverría. Tiene cuatro hijos; tres mujeres y un hombre.[cita requerida]
Desde abril de 2017, se desempeña como voluntario de la Undécima Compañía de Bomberos "Pompa Italia", de Santiago.

## Trayectoria profesional
Ha hecho ejercicio liberal de la profesión de abogado, especializándose en derecho comercial, regulatorio  e inmobiliario, siendo reconocido en esta última área por Best Lawyers en el año 2022 y nuevamente en 2023. Fue socio -pasivo mientras fue  alcalde- del estudio jurídico Domínguez, Ossa, Long & Macaya (DOLM Abogados). que luego pasó a llamarse Ossa & Alessandri Abogados. Dirigió el departamento de derecho digital y nuevas tecnologías en dicha oficina hasta noviembre de 2024.  
Es socio del Colegio de Abogados. Desde 2009 hasta 2016 fue abogado jefe de la Viña Apaltagua, y ha sido abogado externo de varias empresas. Ha sido director de distintas compañías, entre ellas la filial chilena de la naviera alemana Bertling.[cita requerida]
Fue director de la Corporación Cultural de Lo Barnechea.[cita requerida]
En su calidad de Alcalde de Santiago, asume la Presidencia del Directorio del Teatro Municipal de Santiago principal escenario del país. Junto con ello asume como Director del Centro Cultural Gabriela Mistral GAM, del Museo Violeta Parra y del Centro Cultural Estación Mapocho.
A fines de 2020 es invitado a participar como Director del Centro de Estudios y Pensamiento; Instituto Libertad el cual tiene como misión el estudio y la producción de conocimiento en temas de interés público, así como la difusión de los valores, principios e instituciones que son fundamentales para una sociedad libre y democrática.  Siendo reelecto por un nuevo periodo el año 2022 y posteriormente nuevamente el año 2025. 
En agosto del 2021 por solicitud del Ministerio de las Culturas y las Artes, asume la Presidencia del Centro Cultural Gabriela Mistral GAM. Directorio que había sido parte en su calidad de representante de la Corporación Cultural De Santiago por los últimos cuatro años. Asume con el mandato de avanzar en el reinicio de las obras de la Gran Sala y de la reapertura del GAM postpandemia, cargo al cual renuncia en marzo del 2022.
Desde mediados del 2021 en adelante, junto con sus labores de abogado; se desempeñó como asesor, consultor y director de variadas empresas, dentro de ellas una compañía de seguros, otras ligadas al retail y al desarrollo de infraestructura. A fines del año 2024 renuncia a asesorías y directorios para asumir nuevo cargo público.

## Carrera política
Es militante de Renovación Nacional (RN), partido en el que ha detentado varios cargos, tales como el de miembro electo de su Comisión Política, presidente y vicepresidente de Santiago y consejero general del partido.
Se inició en política como concejal electo por Santiago en las elecciones municipales de 2004, acompañando al alcalde Raúl Alcaíno (2004-2008) en el Concejo Municipal. En ese periodo, se desempeñó como presidente de la Comisión de Normativa. En las elecciones municipales de 2008 Alessandri no se repostuló para un nuevo periodo —optó por cursar un magíster de 2 años— y apoyó la candidatura a concejal de su hermano Jorge Alessandri Vergara, quien fue primera mayoría, y la candidatura a alcalde de Pablo Zalaquett Said, quien triunfó frente al exalcalde (1990-2000) Jaime Ravinet.
Durante el primer gobierno de Sebastián Piñera fue encargado ciudadano de la Presidencia, desempeñándose como Director de Gestión Ciudadana formando parte del Gabinete presidencial entre 2011 y marzo de 2014.
En las elecciones municipales de 2012 se presentó por segunda vez a una elección como concejal en Santiago, resultando electo nuevamente. Esta vez la alcaldía quedó en manos de la coalición de centroizquierda Nueva Mayoría, con la elección de Carolina Tohá.
El 20 de julio de 2016 tras ganarle al candidato UDI Joaquín Lavín una encuesta que acordó el sector para definir al candidato, fue nominado por Chile Vamos como el candidato a alcalde de Santiago en las elecciones municipales de ese año. En septiembre del mismo año recibe el apoyo del partido de centro derecha Amplitud. En los comicios del 23 de octubre de ese año fue elegido alcalde de Santiago, derrotando a Tohá holgadamente.
En 2020, fue de los primeros ediles a nivel nacional en manifestarse a favor del "Apruebo" en el plebiscito de entrada  que se desarrolló en octubre del mismo año incluso tildó de momificados a los que no quieren realizar los cambios. Tras el triunfo del Apruebo; insto a su sector a unirse y llevar una lista única de constituyentes y que fuera una comisión mixta compuesta por parlamentarios y consejeros electos.Tras el resultado calamitoso de la convención constitucional y el borrador de carta magna; trabajó y coordinó equipos por el Rechazo en el plebiscito de septiembre, opción que ganó holgadamente. 
Alessandri fue superado por la izquierda en las elecciones municipales de 2021, perdiendo la reelección en la alcaldía de Santiago muy estrechamente contra Irací Hassler, primera militante del Partido Comunista en la historia en asumir dicho cargo siendo también la que en este siglo menos ha durado en el cargo. Fue derrotada en su intención de reelección por el correligionario de Alessandri;Mario Desbordes. 
En abril de 2024 se decidió a competir en las elecciones primarias de Chilevamos en la comuna de Lo Barnechea de la Región Metropolitana de Santiago, donde reside y donde estudió. Esto tras el anuncio del Alcalde Cristóbal Lira de no ir a reelección. Compitió con el exConcejal y exCore de la UDI Carlos Ward Edwards, resultando Alessandri vencedor el día 9 de junio de 2024, pasando en consecuencia directamente a la papeleta del 26 y 27 de octubre del mismo año. Ganó holgadamente la elección municipal de ese año; dejando en el camino al candidato del Partido Republicano y a la candidata del Partido Social Cristiano además de a los dos postulantes representantes de las Izquierdas.  

### Alcalde de Santiago
Durante los primeros meses de asumir el cargo, una auditoría externa encargada por la nueva administración arrojó una deuda heredada de 21.000 millones procedente de la Dirección de Educación de Santiago. En su relación con los vecinos instauró el 70-30; setenta por ciento del tiempo en la calle y sólo el 30 por ciento restante en labores de oficina. Destaca el cambio en el manejo de las tomas de los colegios, estableciéndolo lo que coloquialmente se llama el Rompe-Paga; que no es más que demandar a los padres por los daños producidos por sus hijos. Lo anterior tuvo una aceptación mayoritaria y transversal [cita requerida].
En 2018 asume en su calidad de alcalde de Santiago, hasta octubre de 2020; la Presidencia de la CIDEU, Centro Iberoamericano de Desarrollo Estratégico Urbano, organismo que reúne a más de 126 municipios de América y España y que colaboró en el desarrollo armónico y sustentable de las ciudades. Este mismo año es invitado por el presidente Sebastián Piñera a integrar las Comisiones de Seguridad y Educación. Fue protagonista y redactor de la Ley Aula Segura que se aprobó con amplio consenso en el Senado y luego en la Cámara de Diputados.[cita requerida]
Destaca el lanzamiento de un Plan de Movilidad (2019-2029), la creación del Paseo Bandera una arteria que atraviesa el corazón del centro, la transformó en Paseo Peatonal. Duplicó la red de ciclovías existente y generó ciclosendas en el sector sur de Santiago.[cita requerida] Como Presidente del Teatro Municipal de Santiago; Opera Nacional de Chile recauda de privados fondos para sanearlo financieramente y hace un cambio en la administración; nombrando como directora general a Carmen Gloria Larenas en reemplazo de Frédéric Chambert y al mismo nivel nombra un gerente general, siendo primera vez que ambas funciones se dividen.
En 2020 se enfocó en reconstruir las zonas dañadas tras el estallido social y en forma paralela organizó el Municipio para asistir y apoyar las medidas de la Autoridad Sanitaria producto de la Pandemia. Junto con ello; el segundo semestre del 2020 entregó a la comunidad el nuevo Edificio Santiago Social en pleno casco histórico para atender a los vecinos más vulnerables, el nuevo Edificio Santiago Seguro en el Barrio Yungay enfocado en la seguridad, una nueva Botica Popular en Matta Sur, un nuevo CESFAM en el sector sur de Santiago y la apertura de otro CESFAM en Yungay en 2021.[cita requerida] En el periodo abrió 3 nuevos Jardines Infantiles y la Casa de la Infancia en la calle Hurtado Rodríguez. Sumándose al centro odontológico entregado el 2017, un centro de Reciclaje en el Parque Los Reyes y a la compra del ex-asilo de ancianos Hermanita de los Pobres ambos en 2018. Junto a eso licita el recambio de toda la comuna a luminaria led, gestión que se materializara entre 2020-2021.[cita requerida]

### Alcalde de Lo Barnechea
En junio de 2024, participó como precandidato a alcalde de la comuna de Lo Barnechea con el apoyo de Renovación Nacional, en las elecciones primarias de Chile Vamos, obteniendo la victoria con el 57,02% de los votos. Ganando por amplio margen al postulante de la UDI Carlos Ward. En octubre de ese año, en las Elecciones municipales, fue electo alcalde de Lo Barnechea con el 55,72% de los votosdejando en el camino al candidato Republicano y a la del partido Social Cristiano además de a los dos candidatos de las Izquierdas. Convirtiéndose en consecuencia en el Alcalde de Lo Barnechea.
Su primer tiempo de Alcalde lo ha enfocado en modernizar los elementos de Seguridad de la comuna y ha dado la pelea para que los funcionarios de Seguridad puedan portar armamento no letal; junto con ello también transformar Lo Barnechea en una comuna inteligente. En materias medioambientales ha priorizado el reciclaje agregado el de dispositivos electrónicos, el cambio a especies de bajo consumo hídrico y la instalación de paneles solares. Ha insistido al Gobierno Central celeridad en tema de viviendas sociales donde el municipio colabora con parte importante de los recursos teniendo a lo menos 4 proyectos proyectados, pero que requieren el apoyo Gubernamental. En movilidad lidera una mesa junto a Metro y a municipios vecinos para la llegada del tren subterráneo a la comuna; posibilidad que es factible pero requiere proyecto de ingeniería y el vamos del Gobierno. Adquirió buses eléctricos que harán recorridos al Metro.
Lanzó el proyecto de remodelación de la Plaza San Enrique, que incluye la apertura de la Casona; estacionamientos subterráneos; peatonalizacion del entorno, puesta en valor del Puente que cruza sobre el Mapocho y una remodelación completa de la Plaza. Junto con eso lanzó el proyecto de nuevo Cesfam.

## Controversias

### Campaña por el 'Apruebo'de Entrada
En febrero de 2020, Felipe Alessandri emitió declaraciones como 'Votaré y haré campaña por el Apruebo; en el plebiscito de entrada.  
Luego al ver el resultado de propuesta de Constitución trabajo fuerte por el Rechazo en el plebiscito de salida coordinando a distintos grupos y campañas. Fue quien acuñó el concepto de mamarracho constitucional.

### Caso Sobresueldos
En diciembre de 2021, Contraloría detectó irregularidades en  pagos en horas extras durante administración de Alessandri en Municipalidad de Santiago.
En un artículo de La Tercera publicado el 22 de diciembre de 2021.

## Historial electoral
| Año  | Tipo                            | Territorio   | Pacto                   | Partido | Votos  | %     | Resultado |
| ---- | ------------------------------- | ------------ | ----------------------- | ------- | ------ | ----- | --------- |
| 2004 | Municipales a concejal          | Santiago     | Alianza por Chile       | RN      | 1.993  | 1,91  | Concejal  |
| 2012 | Municipales a concejal          | Santiago     | Coalición por el Cambio | RN      | 6.875  | 6,68  | Concejal  |
| 2016 | Municipales a alcalde           | Santiago     | Chile Vamos             | RN      | 29.861 | 46,77 | Alcalde   |
| 2021 | Municipales a alcaldesa         | Santiago     | Chile Vamos             | RN      | 41.328 | 35,28 | No electo |
| 2024 | Primarias municipales a alcalde | Lo Barnechea | Chile Vamos             | RN      | 8.938  | 57,02 | Nominado  |
| 2024 | Municipales a alcalde           | Lo Barnechea | Chile Vamos             | RN      | 37.957 | 55,72 | Alcalde   |